# Кош-Дебе (Ошская область)
Кош-Дебе (кирг. Кош-Дөбө) — село в Ноокатском районе Ошской области Кыргызстана. Входит в состав Кулатовского айылного аймака.

## География
Село расположено в западной части области, на расстоянии приблизительно 25 километров (по прямой) к западу от города Ноокат, административного центра района. Абсолютная высота — 1347 метров над уровнем моря.

## Население
Согласно оценочным данным Национального статистического комитета Кыргызской Республики, численность населения села на начало 2023 года составляла 1061 человек.
| год     | 2009 | 2014 | 2015 | 2020 | 2021 | 2023 |
| ------- | ---- | ---- | ---- | ---- | ---- | ---- |
| человек | 871  | 982  | 1007 | 1183 | 1192 | 1061 |